# منطقه میگوره
منطقه گردشگری میگوره منطقه نمونه گردشگری از توابع شهر بانه‌وره در شهرستان پاوه می‌باشد که زیستگاه تابستانی و ییلاق طایفه امامی نیز محسوب می‌شود. این منطقهٔ سرسبز و توریستی از چشمه‌های فراوانی چون چشمه میراندره، درختان و کوه‌های سرسبز مملو است و از طرفی وجود غار سنگی خالو حسین کوهکن در آن‌ست که این منطقه را بیش از پیش حائز اهمیت کرده‌است.
این منطقه سالانه پذیرای گردشگران فراوانی از اقصی‌نقاط ایران و جهان می‌باشد. از مناطق خوش آب‌وهوای اطراف میگوره می‌توان به کوه ریاوکو، شاهو، آتشکده، میرگ، هانه سلیمان، چشمه میراندره، چشمه کانی چرمله نام برد.